# Babacar N'Diaye
Babacar N'Diaye (Thiès, 12 dicembre 1973) è un dirigente sportivo, allenatore di calcio ed ex calciatore senegalese con cittadinanza tedesca, di ruolo attaccante.

## Palmarès

### Giocatore

#### Competizioni nazionali
- Campionato tedesco di seconda divisione: 1

Hannover: 2001-2002
- Fußball-Regionalliga: 1

Preußen Münster: 2010-2011 (girone ovest)